# 贝多芬弦乐四重奏团
贝多芬弦乐四重奏团（俄语：Струнный квартет имени Бетховена）是于1922年至1923年间由莫斯科音樂學院的几位毕业生组建的弦樂四重奏团。其初创成员为小提琴家德米特里·齐加诺夫与瓦西里·希林斯基、中提琴家瓦季姆·博里索夫斯基与大提琴家、前述小提琴家瓦西里的同母异父弟谢尔盖·希林斯基。1931年，他们将乐团的名字从莫斯科音乐学院四重奏团改为贝多芬四重奏团。该四重奏团在其五十年的历程中演奏了六百首以上的音乐作品，并录制了超过两百首俄罗斯以及国际上的古典音乐作品。
自1938年始，该团与作曲家德米特里·肖斯塔科维奇密切合作，为其十五首弦乐四重奏中的十三首，即第二号至第十四号弦乐四重奏作了首演。肖斯塔科维奇将他的第三号和第五号四重奏题献给贝多芬四重奏组，至于更晚期的四重奏他则题献给组中个别成员：第十一号题献给瓦西里·希林斯基以示怀念，第十二号给齐加诺夫，第十三号给博里索夫斯基，第十四号则题献给谢尔盖·希林斯基。除弦乐四重奏外，该团还配合肖斯塔科维奇的钢琴演奏首演了其钢琴五重奏；其第二号钢琴三重奏也类似，由作曲家和该团的两名演奏家合作首演。
1964年，博里索夫斯基离开贝多芬弦乐四重奏组，菲奥多尔·德鲁日宁替代其位置，与团内余下成员一同彩排了第九弦乐四重奏。在第十五号弦乐四重奏的彩排中，谢尔盖·希林斯基去世。1977年，该团最后一个创始成员兼第一小提琴手齐加诺夫退出，其位置由奥列格·克雷萨接替。该团于1987年解散。

## 组成人员
第一小提琴手
- 德米特里·齐加诺夫（1923年–1977年）
- 奥列格·克雷萨（英语：Oleh Krysa）（1977年–1990年）

第二小提琴手
- 瓦西里·希林斯基（1923年–1965年）
- 尼科莱·扎巴夫尼科夫（1965年–1990年）

中提琴手
- 瓦季姆·博里索夫斯基（1923年–1964年）
- 菲奥多尔·德鲁日宁（1964年–1988年）
- 米哈伊尔·库格利（英语：Michael Kugel）（1988年–1990年）

大提琴手
- 谢尔盖·希林斯基（1923年–1974年）
- 叶夫根尼·阿利特曼
- 瓦连京·费金
- 乌尔马斯·塔米克（1988年–1990年）